# Glory, Glamour and Gold
Glory, Glamour and Gold (с англ. — «Слава, волшебство и золото») — четвёртый студийный альбом шведской поп-группы Army of Lovers, выпущенный в 1994 году. Он стал последним студийным альбомом группы до 2023-го года: последующие альбомы представляли собой сборники уже известных песен Army of Lovers лишь с незначительными дополнениями.
Три композиции из альбома — «Lit de Parade», «Sexual Revolution» и «Life Is Fantastic» — были также выпущены отдельно в качестве синглов. По мнению ряда критиков, Glory, Glamour and Gold представляет собой лучший альбом Army of Lovers за всю историю существования группы.

## Работа над альбомом
Работа над написанием песен, вошедших в альбом Glory, Glamour and Gold, началась уже во время гастролей группы, состоявшихся после релиза её предыдущего альбома — The Gods of Earth and Heaven в 1993 году. «Мы провели гастроли во всём мире, — позже вспоминал Жан-Пьер Барда во время съёмок немецкого телешоу Super. — Мы побывали в России, странах Азии, Южной Америке и так далее. И, конечно, мы должны были писать песни для нового альбома».
Запись Glory, Glamour and Gold, как и предшествовавшего альбома, происходила на студии Stockholm Records, на лейбле которой он и был первоначально выпущен.
В записи трёх композиций альбома, а именно, «Hurrah Hurrah Apocalypse» и обеих версий «Lit de Parade», номинально принимала участие группа Vacuum, в состав которой входили только два человека: Александр Бард и Андерс Вольбек, которые и ранее продюсировали выпуски альбомов группы и являлись соавторами нескольких песен. Благодаря членам Vacuum в записи упомянутых треков участвовал и приглашённый вокалист группы Big Money Ларс Йоханнсон (более известный под сценическим псевдонимом Vasa), исполнивший ряд сольных фрагментов в песне «Hurrah Hurrah Apocalypse», а также куплеты и припев в «Lit de Parade». Участие Vasa в записи альбома, однако, было неоднозначно воспринято музыкальными критиками. Как предположил автор одной из рецензий на Glory, Glamour and Gold, «если бы его не пригласили — песни ничего бы не потеряли».
На протяжении всего периода записи альбома происходило постепенное обострение конфликта между Доминикой Печински и Микаэлой де ла Кур. Последняя была недовольна тем, что, по её мнению, Бард, любовницей которого была Доминика, «позволял ей руководить» группой. Недовольство Микаэлы вызвало и то, что Доминика получила больше вокальных партий в композициях для нового альбома. В противостоянии между двумя солистками Бард и Барда встали на сторону Печински, и, вскоре после записи альбома, Микаэла де ла Кур покинула Army of Lovers. Комментируя свой уход из коллектива, она сказала, что ей надоело иметь амплуа «женщины, которая красит губы красной помадой и говорит глупые вещи», чего от неё якобы требовали остальные участники группы.

## Особенности и стилистика

### Песни

#### «Lit de Parade»
Песня «Lit de Parade» была представлена в альбоме в двух вариантах: как видеоверсия (Video Edit) и радиоверсия (Radio Edit). С последней, более ритмичной, Army of Lovers выступала на концертах, однако в видеоклипе на песню звучит именно видеоверсия. Согласно официальной дискографии группы, речь в песне «Lit de Parade» идёт о «двух полярностях с одинаковой энергией — смерти и жизни». Само же словосочетание «Lit de Parade» дословно можно перевести как «смертный одр» или «парад в постели».

#### «Sexual Revolution»
Трек «Sexual Revolution», как и «Lit de Parade», был выполнен в привычном для коллектива стиле евродиско. Помимо самой песни, в трек-лист альбома вошёл техно-ремикс «Dub Evolution».
Песня «Sexual Revolution», призывавшая к свободной любви и разрешению однополых браков, полностью соответствовала имиджу группы. «Мы думаем, что самое время тому, чтобы люди могли жениться на ком им захочется» — говорил Александр Бард. Текст песни содержал такие слова:

Любовь объединяет мир!

Любовь — это свобода, я так взволнован!

Свобода — это наша жертва во имя любви!

Да здравствует сексуальная революция!
Оригинальный текст (англ.)Love is love the world united

Love is free I’m so excited

Free is love our constitution

Hail the sexual revolution

Свидетельством успешности «Sexual Revolution» является значительное количество кавер-версий и ремейков на неё, в том числе, русскоязычной композиции в исполнении российской группы «Стрелки International» и Бориса Моисеева.

#### «Life Is Fantastic»
Как и предыдущие композиции, «Life Is Fantastic» была впоследствии издана как сингл. Она была исполнена Александром Бардом характерным тонким голосом, в небыстром темпе.
Манера петь весёлые слова под заупокойную мелодию и наоборот не нова. В 80-90-х годах её очень классно использовали Pet Shop Boys. И всякий раз этот приём достигает своего ожидаемого эффекта. Минорная и очень симпатичная мелодия с жестковатыми клавишными обрамляется жизнеутверждающим дрожащим от напряжения бардовским «Life Is Fantastic — I Don’t Want to Die». Ощущение, что столетнего старика вынесли на свежий летний воздух и он, предчувствуя скорый конец, запротестовал перед вселенскими законами. — Music-Review.ru

#### Прочие композиции
Помимо «Life Is Fantastic», в альбом было традиционно включено ещё несколько композиций («Ballrooms of Versailles», «C’est Demon», «Stand Up for Myself»), основную вокальную партию в которых исполнил Александр Бард.
Кроме того, в трек-лист Glory, Glamour and Gold вошли ритмичная, аранжированная в латиноамериканском стиле, «Mr. Battyman», шестиминутная композиция «You’ve Come a Long Way Baby» и философская «Like a Virgin Sacrified». В большинстве песен из альбома присутствует речитатив, а в некоторых даже преобладает. Участники Army of Lovers никогда не скрывали того, что при записи большинства своих хитов они прибегали к помощи бэк-вокалистов. Как впоследствии сказала Доминика, они «никогда не умели петь — всё благодаря нажатию нескольких кнопок для того, чтобы песни звучали подобающим образом».

### Обложка
В основу лицевой стороны обложки для альбома легла фотография членов группы, одетых в европейские костюмы XVIII века. У Микаэлы и Доминики сделаны характерные высокие причёски с вьющимися локонами. Как название альбома на лицевой стороне обложки, так и список песен на её оборотной стороне, выполнены рукописным шрифтом, тематически перекликающимся с фотографией на обложке.
Помимо самой обложки, к CD-изданию альбома прилагался буклет, включавший в себя портреты участников группы и краткие описания для каждого из них, а также тексты песен.

## Список композиций

Оборотная сторона обложки альбома со списком композиций

| №   | Название                      | Длительность |
| --- | ----------------------------- | ------------ |
| 1.  | «Hurrah Hurrah Apocalypse»    | 5:31         |
| 2.  | «Sexual Revolution»           | 3:44         |
| 3.  | «Stand Up for Myself»         | 3:59         |
| 4.  | «Lit De Parade» (Video Edit)  | 3:13         |
| 5.  | «Life Is Fantastic»           | 4:07         |
| 6.  | «Mr. Battyman»                | 3:10         |
| 7.  | «C’est Demon»                 | 3:31         |
| 8.  | «Shine Like A Star»           | 3:38         |
| 9.  | «You’ve Come A Long Way Baby» | 6:04         |
| 10. | «Ballrooms Of Versailles»     | 3:24         |
| 11. | «Dub Evolution»               | 4:19         |
| 12. | «Like A Virgin Sacrified»     | 4:01         |
| 13. | «Lit De Parade» (Radio Edit)  | 3:25         |

## Участники записи
Основной состав
- Микаэла Дорнонвиль де ла Кур (вокал, клавиши)
- Александр Бард (вокал, гитара)
- Жан-Пьер Барда (вокал, барабаны)
- Доминика Печински (вокал, бас)

Продюсеры
- Александр Бард треки: 1-13

- Андерс Вольбек треки: 1-13

- Пер Адебратт - треки 3, 6
- Васа треки: 1, 4, 13
- Жан-Пьер Барда треки: - 2, 4, 6, 8-13
- Микаэла де ла Кур треки: - 2, 5, 6, 11, 12
- Доминика Печински треки: - 2, 6, 8-12
- Тим Норел треки - 4, 13
- Осон - 4, 13

## Популярность
О релизе альбома сообщалось уже в первой половине августа 1994 года, вскоре после чего был выпущен премьер-сингл «Lit de Parade». Хорошо принятый публикой, он значительно повысил её интерес к новому альбому.
С целью продвижения альбома после его релиза участники Army of Lovers отправились в гастрольный тур, который стартовал вечером 9 октября 1994 года в городе Гамбурге. Чтобы привлечь внимание публики, они придумали оригинальную концепцию для этого тура, выбрав тему «массовых свадеб». Накануне начала турне группа объявила о том, что в ходе выступлений будет импровизированно «женить» всех желающих, и, главным образом, гомосексуалов, поскольку поддерживает идею свободной любви. С темой свадьбы, по словам Александра Барда, было неразрывно связано и название альбома:

Мы устраиваем свадьбы. Массовые свадьбы. Мы считаем, что свадьбы — Чарующие, Блистательные и Золотые. Вот почему мы думаем, что это хорошая идея — отправиться в тур по Германии и организовать эти массовые свадьбы.Оригинальный текст (англ.)We have weddings. Mass weddings. We think weddings are Glamorous, they are Glorious and Golden. That’s why we think that it’s a good idea to travel through Germany and hold these mass weddings.
Действительно, на своих концертах участники Army of Lovers могли подолгу проводить такие «свадебные церемонии», задерживаясь с исполнением песен: на двоих желающих надевали большие фаты, и Доминика «благословляла» их в иронической стихотворной форме. В эфире программы Super эта процедура была проведена с двумя её ведущими.

Зеркало, зеркало на стене.
Бриллианты в моём хрустальном шаре.
Войди в мою большую вагину.
Свадьбы — отсюда и до Китая!Оригинальный текст (англ.)Mirror, mirror on the wall.
Diamonds in my crystal ball.
Come inside my grand vagina.
Weddings from here to China.
На одном из выступлений «Свадебного тура» в Германии на сцену была выведена настоящая корова, на которую также водрузили фату и «выдали замуж» за Александра Барда. Этот курьёзный момент бурно обсуждался в интервью членов группы известному немецкому телеведущему-травести Лило Вандерсу.
Большой «Свадебный тур» Army of Lovers и успех синглов «Sexual Revolution» и «Lit de Parade» повысили уровень популярности группы в Европе и США.

## Продажи, рейтинги, отзывы
Как и альбом The Gods of Earth and Heaven, Glory, Glamour and Gold получил статус бриллиантового в России и долгое время возглавлял российские чарты. В Великобритании, напротив, его продажи оказались очень низкими, однако песня «Lit de Parade», также выпущенная отдельным синглом, снискала огромную популярность в этой стране.
Среди всех студийных альбомов Army of Lovers Glory, Glamour and Gold находится на предпоследнем месте по продаваемости. Объём его продаж составил около 1 миллиона экземпляров по всему миру.
 Amazon

 MSN

 Jetune.ru (недоступная ссылка)

 Rate Your Music
В целом альбом Glory, Glamour and Gold был воспринят публикой положительно. Виктория Горпинко с сайта @music охарактеризовала его как «зажигательный сплав танцевальных ритмов и хитовых поп-мелодий». Многие журналисты сошлись во мнении, назвав Glory, Glamour and Gold лучшим альбомом в истории коллектива. Однако в отзывах музыкальных критиков встречались и замечания по поводу некоторых песен. Например, «Shine Like a Star», как было замечено, по темпу и стилистически напоминала хит 1991 года «Crucified», а такие песни, как «Mr. Battyman» и «You’ve Come a Long Way Baby» были названы «скучными», «занудными» и даже «проходными».
Пользовательские рейтинги Glory, Glamour and Gold вплоть до настоящих дней достаточно высоки. Так, на сайтах Amazon.com и MSN.com, считающихся одними из самых известных и авторитетных в своём роде, текущий пользовательский рейтинг альбома составляет 5 баллов (максимум).